# Бакунин, Павел Александрович
Па́вел Алекса́ндрович Баку́нин (8 (20) сентября 1820 — 1900) — общественный деятель, писатель-философ. Брат Михаила Бакунина, Александра Бакунина и Алексея Бакунина.

## Биография
Родился 8 (20) сентября 1820 в селе Прямухине Новоторжского уезда Тверской губернии (родовой вотчине Бакуниных). Крещен 15 сентября 1820 года в прямухинской церкви Покрова при восприемстве брата Михаила и тетки Татьяны Михайловны Полторацкой.
Окончил Тверскую гимназию. Студент юридического факультета Московского университета (1839—1843). В период учёбы входил в кружок Н. В. Станкевича. Вместе с братом Алексеем посещал литературный салон Елагиных, где встречался с И. В. Кириевским, П. В. Кириевским, И. С. Аксаковым, К. С. Аксаковым, А. С. Хомяковым, Ю. Ф. Самариным, Н. П. Огарёвым, А. И. Герценом и др.
Не окончил учёбу из-за болезни.
За границей (1841—1842) слушал лекции по философии Г. В. Ф. Гегеля в Берлинском университете. В период Крымской войны служил в тверском ополчении.
В период Великих реформ императора Александра II активно участвовал в их проведении в Тверской губернии. Павел Бакунин являлся первым председателем Новоторжский уездной земской управы (с 1865), гласным Тверского губернского земства (1865—1889). Поддерживал близкие отношения со старшим братом — философом, публицистом, одним из идеологов анархизма и народничества М. А. Бакуниным.
Из-за ухудшения состояния здоровья в последние 10—12 лет жизни был вынужден покинуть родовое имение и переехать в Крым. Там он поселился в приобретённом им имении «Горная Щель» близ Ялты, где и скончался 22 мая (4 июня) 1900. Похоронен 23 мая 1900.
Основные философские идеи Павла Бакунина отражены в книге «Основы веры и знания» (1886), в которой он подтверждает свою приверженность идеям гегельянства: «я признаю Гегеля своим учителем и себя верным его учеником». Бакунин пишет о «бесконечной гармонии» и «высшей красоте» диалектического процесса («мирового спора»), в то же время указывая: «я верю безотчетно в Бога, и вся философия не что иное, как предположение Бога, в которого все бессознательно верят». Русский религиозный философ В. В. Зеньковский охарактеризовал философские воззрения Бакунина как «религиозный романтизм на основе гегельянства».

## Философия
В своей книге «Основы веры и знания» Бакунин постулирует необходимость веры для обеспечения полноты жизни. Он полагает, что люди, лишённые веры, не могут увидеть подлинную глубину жизни, для них не существует ничего существенного, так как во всём, что окружает человека, есть частица Бога. Одной из основ жизни, по мнению Бакунина, является саморазумение. В основу своей философской концепции он полагает перефразированный тезис Декарта: «разумею, следовательно, есмь».
Отстаивая необходимость наличия у человека веры для полноты его жизни, Бакунин склоняется к позиции, что бытие Бога, религиозный опыт, нельзя доказать рациональными методами. Они могут быть использованы лишь для разъяснения оснований религиозного чувства человека, укрепляющего его веру. Сам же объект веры может быть познан единственным образом и не нуждается в рациональном обосновании.
Бакунин утверждает, что познающий человек необходимо должен быть и одновременно религиозным, обладать верой. Философ не отвергает науку, он считает, что эмпирический опыт необходим для познания мира. Но в силу ограниченности рационального ума, а также несовершенства чувственного познания, религиозное познание также необходимо. Качественной характеристикой познания мира у Бакунина выступает внимание. Для него это тот показатель, который отражает умственную способность человека объединить воспринимаемое органами чувств, рациональное осмысление и религиозный опыт. Чем более внимает человек, тем более целостна его картина мира, он видит в действительности связи различного рода, глубоко её понимает. С другой стороны, чем более рассеивается это восприятие, тем более человек склоняется к материализму, не может объяснить тех или иных явлений, теряет ощущение полноты и понятности мира. Из этого прямо следует, что при переходе от человека к животному и далее мировоззрение упрощается, смутность восприятия мира нарастает, и в конце концов, в чистой материи, наблюдается полный хаос, а не первооснование как утверждали материалисты. Таким образом, отвечая противоположному собственной философской концепции материализму, Бакунин постулирует, что такой взгляд на мир лишает мировоззрение человека ясности и упорядоченности.

## Сочинения
- Бакунин П. А. Запоздалый голос сороковых годов. По поводу женского вопроса. — СПб., 1881. — 471 с.
- Основы веры и знания. — СПб., 1886. — 408 с.